# MBBC Juniors 2006
Das MBBC Juniors 2006 als bedeutendstes internationales Nachwuchsturnier von Kalifornien im Badminton fand vom 5. bis zum 10. August 2006 im Manhattan Beach Badminton Club in Manhattan Beach statt.

## Sieger und Platzierte der U19
| Disziplin    | Gold                               | Silber                        | Bronze                     |
| ------------ | ---------------------------------- | ----------------------------- | -------------------------- |
| Herreneinzel | Arnold Setiadi                     | Howard Shu                    | Ben Hussey                 |
| Herreneinzel | Arnold Setiadi                     | Howard Shu                    | Jack Shu                   |
| Dameneinzel  | Karyn Velez                        | Deyanira Angulo               | Monica Escobar             |
| Dameneinzel  | Karyn Velez                        | Deyanira Angulo               | Kimberly Kramer            |
| Herrendoppel | Martin Giuffre Howard Shu          | Steven Jonatan Chris Lun      | Jack Shu Ben Hussey        |
| Herrendoppel | Martin Giuffre Howard Shu          | Steven Jonatan Chris Lun      | Jett He Billy Chau         |
| Damendoppel  | Isabelle Duchesneau Hanae Fujinami | Carla Diaz Crystal Bustamente | Kimberly Kramer Min Chern  |
| Damendoppel  | Isabelle Duchesneau Hanae Fujinami | Carla Diaz Crystal Bustamente | Ana Davila Kendra Nickles  |
| Mixed        | Arnold Setiadi Alice Wen           | Shun Fujinami Hanae Fujinami  | Kevin Chan Deyanira Angulo |
| Mixed        | Arnold Setiadi Alice Wen           | Shun Fujinami Hanae Fujinami  | Charlie Hsu Vanessa Diaz   |